# Thailand Open 1990
Die Thailand Open 1990 im Badminton fanden vom 3. bis zum 8. Juli 1990 in Bangkok statt. Die Finalspiele wurden am 8. Juli ausgetragen. Das Turnier hatte einen Drei-Sterne-Status im World Badminton Grand Prix durch das Preisgeld in Höhe von 60.000 US-Dollar.

## Austragungsort
- Nationalstadion Bangkok

## Sieger und Platzierte
| Disziplin    | Gold                          | Silber                         | Bronze                       |
| ------------ | ----------------------------- | ------------------------------ | ---------------------------- |
| Herreneinzel | Sompol Kukasemkij             | Alan Budikusuma                | Fung Permadi                 |
| Herreneinzel | Sompol Kukasemkij             | Alan Budikusuma                | Hermawan Susanto             |
| Dameneinzel  | Huang Hua                     | Lee Young-suk                  | Lee Jung-mi                  |
| Dameneinzel  | Huang Hua                     | Lee Young-suk                  | Gil Young-ah                 |
| Herrendoppel | Kim Moon-soo Park Joo-bong    | Chen Hongyong Chen Kang        | Ong Ewe Chye Rahman Sidek    |
| Herrendoppel | Kim Moon-soo Park Joo-bong    | Chen Hongyong Chen Kang        | Huang Zhanzhong Zheng Yumin  |
| Damendoppel  | Lai Caiqin Yao Fen            | Chung Myung-hee Chung So-young | Nong Qunhua Wu Yuhong        |
| Damendoppel  | Lai Caiqin Yao Fen            | Chung Myung-hee Chung So-young | Gil Young-ah Shim Eun-jung   |
| Mixed        | Park Joo-bong Chung Myung-hee | Wu Yuhong Zheng Yumin          | Shon Jin-hwan Chung So-young |
| Mixed        | Park Joo-bong Chung Myung-hee | Wu Yuhong Zheng Yumin          | Zhen Huang Shen Lianfeng     |

## Finalergebnisse
| Disziplin    | Sieger                        | Finalist                       | Ergebnis            |
| ------------ | ----------------------------- | ------------------------------ | ------------------- |
| Herreneinzel | Sompol Kukasemkij             | Alan Budikusuma                | 15-11, 18-13        |
| Dameneinzel  | Huang Hua                     | Lee Young-suk                  | 12-10, 11-12, 12-10 |
| Herrendoppel | Park Joo-bong Kim Moon-soo    | Chen Kang Chen Hongyong        | 15-7, 15-7          |
| Damendoppel  | Yao Fen Lai Caiqin            | Chung Myung-hee Chung So-young | 15-11, 10-15, 15-12 |
| Mixed        | Park Joo-bong Chung Myung-hee | Zheng Yumin Wu Yuhong          | 15-3, 15-3          |